# Franz Stanislaus Spindler
Franz Stanislaus Spindler, född den 4 maj 1763 i Steingaden, död den 8 september 1819 i Strassburg, var en tysk tonsättare. Han var far till romanförfattaren Karl Spindler.
Spindler ursprungliga namn var Meister, vilket han dock utbytte mot det, under vilket han gjorde sig känd, på grund av att han mot sina föräldrars vilja ingick vid teatern. Han uppträdde 1782 på scenen som musikaliskt begåvad tenorist. Under sitt engagemang som tenorsångare komponerade han åtskilliga operor och melodramer, däribland Don Quijote och Balders Tod. Spindler blev därefter kapellmästare vid Münsterdomen i Strassburg. Han komponerade även kyrkomusik.